# Селективне упередження
Селекти́вне упере́дження або упере́дження відбо́ру (англ. Selection bias) — це статистичне упередження, коли існує помилка у формуванні вибірки, наприклад відбір індивідуумів або груп для участі у науковому дослідженні. Його також деколи називають ефект відбору. Фраза «упередження відбору» найчастіше використовується для позначення викривлення статистичного аналізу, яке виникло внаслідок обраного методу отримання зразків. Якщо упередження відбору не брати до уваги, деякі висновки дослідження можуть бути неправильними.

## Типи
Нижче наведені деякі типи селективного упередження:

### Упередження вибірки
Упередження вибірки — це систематична помилка, спричинена невипадковою вибіркою популяції, яка спричиняє те, що деякі учасники популяції будуть включені до вибірки з меншою ймовірністю, ніж інші, що приводить до упередженої вибірки. Упереджена вибірка визначається як вибірка з популяції (будь-то людська спільнота або нелюдські фактори), в якій не всі учасники рівно збалансовані або об'єктивно представлені. Упередження вибірки як правило класифікується як підтип селективного упередження, і деколи спеціально називається упередження селективної вибірки, однак деякі науковці виділяють його в окреме упередження.
Аргументація для виділення в окреме упередження: упередження вибірки спотворює зовнішню дійсність (валідність) тесту (можливість поширити його результати на популяцію), а селективне упередження переважно стосується внутрішньої дійсності (валідності) стосовно різниць або подібностей у досліджуваній вибірці. При такому поясненні, помилки, які відбуваються в процесі відбору учасників вибірки або когорти, спричиняють упередження вибірки, а помилки у процесі після такого відбору, спричиняють селективне упередження.
Приклади упередження вибірки включають самовибірку (включення себе у групу, що порушує принцип ймовірності), попереднє «прослуховування» учасників експерименту, відкидання частини учасників експерименту або тестів, які не були завершені, та упередження міграції, коли відкидаються учасники, які недавно переїхали до території, щодо якої проводиться дослідження.

### Часовий інтервал
- Припинення експерименту дочасно у момент, коли були отримані результати, що підтримують бажаний висновок.
- Припинення тесту дочасно в екстремальному значенні (часто з етичних причин), однак, екстремальне значення часто досягаються змінною з найбільшою дисперсією, навіть якщо всі змінні мають однакову середню.

### Дані
- Поділ даних зі знанням критеріїв розподілу, а потім їх аналіз за допомогою тестів, призначених для випадкового розподілу.
- Відкидання «поганих» даних на довільних підставах, а не відповідно до раніше задекларованих або загально визнаних критеріїв.
- Відкидання «крайнощів» на статистичних підставах, які, однак, не беруть до уваги важливу інформацію, що може бути отримана від «диких» спостережень.[9]

### Дослідження
- Відбір досліджень, які будуть включені в метааналіз (див.також комбінаторний метааналіз[en]).
- Здійснення серії однакових експериментів (повторення), однак включення до звіту лише тих, які дали найбільш бажані результати, а записи про решту при цьому, наприклад, перейменовуються в «калібраційні тести», «помилка інструментарію» або «пробні дослідження».
- Презентування найбільш значущого результату відсівання даних (неправильне використання добування даних) наче це був один єдиний експеримент (логічно це те саме, що й у пункті вище, але як правило вважається більш чесним).

### Відсів
Упередження відсіву — це підтип селективного упередження, який є наслідком відсіву (втрати учасників), тобто відкидання тих піддослідних/тестів, які не добігли до кінця. Включає "відмову", "відсутність відповіді" (нижчий процент відповіді) та "порушників протоколу". В результаті отримуються упереджені результати, які не вірно показують вплив (поширеність) та/або наслідки. Наприклад, при тестуванні нової дієти, дослідник може просто відкинути всіх, хто «випаде» з тестування, але більшість з них є саме тими, для кого така дієта не спрацювала. Різна втрата учасників у тестовій та контрольній групі може змінити характеристики цих груп та результати тестування незалежно від того, що вивчається.

### Вибірка спостерігача
Дані фільтруються не лише за рахунок структури дослідження та виміру, а й за рахунок важливої передумови — необхідності існування дослідника. В ситуаціях, коли наявність дослідника або дослідження корелює зі спостереженням даних, виникають селективні ефекти, необхідно застосування антропного принципу.
Прикладом є свідоцтва про минулі події зіткнення Землі з великим космічним тілом: якщо великі зіткнення спричиняють масове вимирання та екологічні порушення, які протягом тривалого часу заважають еволюції розумного спостерігача, ніхто не може побачити свідчення відносно недавніх зіткнень (оскільки такі зіткнення не дали б розвинутися розумному спостерігачу). Тому в історії зіткнень Землі з космічними тілами існує потенційне упередження. Астрономічні ризики існування життя так само можуть бути недооцінені з огляду на селективне упередження, і щодо них необхідно антропне коригування.

## Подолання упередження
У загальному випадку, селективного упередження неможливо уникнути лише шляхом статистичного аналізу наявних даних, хоча деколи допоможе коригування Хекмана. Однак може бути здійснена неформальна оцінка ступеня селективного упередження шляхом оцінки кореляцій між зовнішніми (стосовно експерименту) змінами та індикатором покращення. Однак в регресійних моделях, упередження оцінює саме кореляцію між неспостереженими чинниками наслідків та неспостереженими чинниками відбору у вибірку, і ця кореляція між неспостереженими чинниками не може бути прямо оцінена спостережуваними чинниками.

## Пов'язані питання
Селективне упередження тісно пов'язане з такими упередженнями, як:
- упередження публікації або упередження звітування[en], викривленнями у сприйнятті громадськістю або метааналізі внаслідок того, що не публікуються/оприлюднюються або не звітується про нецікаві (звичайно негативні) результати, або ті результати, які суперечать попередній думці та упередженням дослідника, інтересам спонсора або очікуванням громадськості.
- упередження підтвердження, викривлення, спричинене експериментами, які були розроблені таким чином, щоб отримати стверджувальні докази гіпотези, а не так, щоб намагатися її відкинути.
- упередження виключення, яке є наслідком застосування різних критеріїв до випадків та контрольних точок, коли прийнятність участі у дослідженні або різні змінні слугують причиною для виключення.